# Tachyempis longipennis
Tachyempis longipennis är en tvåvingeart som beskrevs av Axel Leonard Melander 1958. Tachyempis longipennis ingår i släktet Tachyempis och familjen puckeldansflugor.
Artens utbredningsområde är Indiana. Inga underarter finns listade i Catalogue of Life.